# Exit Eden
Exit Eden est un supergroupe international de metal symphonique fondé en 2017, qui a la particularité de reprendre des succès pop pour les adapter en version métal, une démarche similaire au groupe Northern Kings.

## Biographie
Fondé en 2017, le groupe Exit Eden se compose de quatre chanteuses de métal symphonique : la chanteuse américaine Amanda Somerville (Avantasia, Epica, Aina, Trillium), la Française Clémentine Delauney (Visions of Atlantis, ancienne membre de Serenity), la Brésilienne Marina La Torraca (Phantom Elite) et la chanteuse allemande Anna Bruner,. Le groupe s'est fait connaître sur Youtube au cours de l'été 2017 en postant des clips de leurs premiers titres,, avant de sortir la même année leur premier album, Rhapsodies in Black, produit par le label Napalm Records,,. Ce dernier connaît un certain succès, notamment en Allemagne où il se positionne à la 15e place du classement des ventes de disques,. 
Constitué uniquement de reprises avec arrangement rock/metal de tubes de vedettes de la pop (Madonna, Rihanna, Depeche Mode...), le travail du groupe a pour vocation de « montrer au monde que n'importe quelle chanson grand public peut être adaptée en un morceau rock/metal qui tient la route ». C'est cette idée, due aux producteurs et musiciens allemands Hardy Krech, Mark Nissen, et Johannes Braun, qui est à l'origine de la constitution du groupe.
De nombreuses personnalités de la scène métal comme Simone Simons (Epica), Rick Altzi (At Vance), Jim Müller et Johannes Braun (Kissin’ Dynamite), Sascha Paeth (Avantasia, Edguy, Kamelot), ou encore Evan K (Mystic Prophecy) ont également participé à l'enregistrement de leur premier album.
Leur deuxième album, intitulé Femmes fatales sort le 12 janvier 2024 ; il est également composé de reprises et comporte des invités comme Marco Hietala.

## Membres du groupe

### Chant
- Amanda Somerville
- Anna Brunner
- Clémentine Delauney
- Marina La Torraca